# Joe Crede

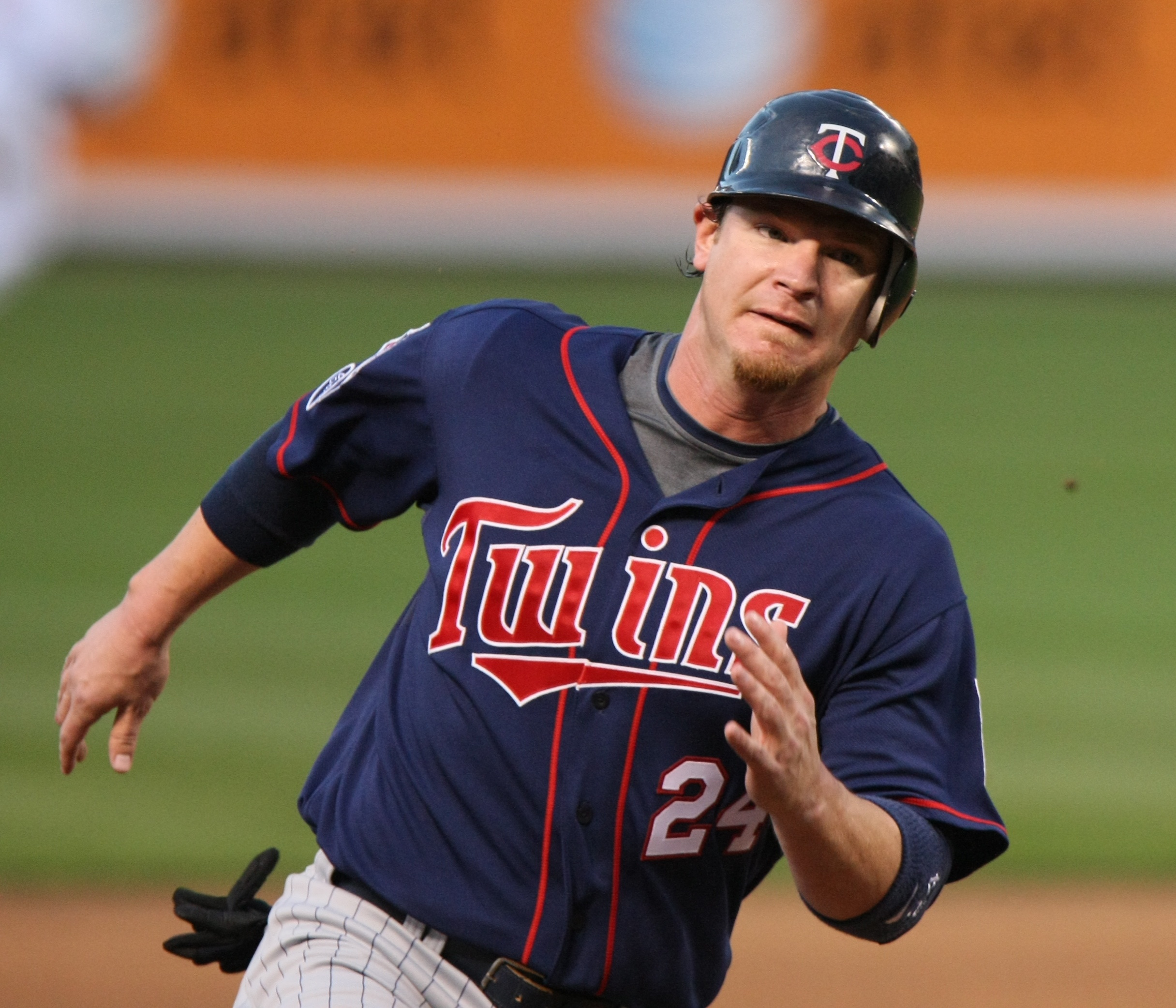
jogador profissional Joe Crede

Joe Crede (26 de abril 1978, Jefferson City) é um jogador profissional de beisebol norte-americano.

## Carreira
Joe Crede foi campeão da World Series 2005 jogando pelo Chicago White Sox. Na série de partidas decisiva, sua equipe venceu o Houston Astros por 4 jogos a 0.